# 인천산곡고등학교
인천산곡고등학교(仁川山谷高等學校)는 대한민국 인천광역시 부평구 산곡동에 위치한 공립 고등학교이다.

## 학교 연혁
- 2005년 2월 2일 : 인천산곡고등학교 설립 인가 (12학급, 남.여 각 6학급)
- 2006년 3월 1일 : 초대 서용석 교장 취임
- 2006년 3월 3일 : 제1회 입학식 (12학급 403명)
- 2006년 9월 8일 : 개교기념식
- 2009년 2월 12일 : 제1회 졸업식 (10학급 378명)
- 2010년 3월 2일 : 교육과학기술부 지정 과학중점학교 운영
- 2015년 3월 18일 : 소프트웨어 선도학교 지정
- 2023년 3월 2일 : 제6대 남사현 교장 취임
- 2024년 1월 3일 : 제16회 졸업식(7학급 177명 졸업, 누계 4,620명 졸업)
- 2024년 3월 4일 : 제19회 입학식(8학급 238명)

## 참고 자료
- 인천산곡고등학교 - 한국교육학술정보원 학교알리미